# Phil LaMarr
Phillip "Phil" LaMarr, född 24 januari 1967 i Los Angeles i Kalifornien, är en amerikansk skådespelare, komiker och författare.
LaMarr var en av de ursprungliga medlemmarna i komediserien MADtv. Han har gjort flera röster i olika animerade TV-serier, exempelvis Futurama, Family Guy, Transformers Animated och Star Wars: The Clone Wars, samt till spel som Star Wars: Knights of the Old Republic, Metal Gear Solid 2: Sons of Liberty, Metal Gear Solid 4: Guns of the Patriots och Final Fantasy XII. LaMarr spelade även rollen som Marvin i filmen Pulp Fiction.

## Filmografi (i urval)
- Murphy Brown - Ben Lawson
- Rättvisans män - Assistant
- Fresh Prince i Bel Air - Edward
- Lagens änglar - Reporter #3
- Galen i dig - Marshall
- I Coopers klass - Leonard Pickett
- Pulp Fiction - Marvin
- MADtv - Olika figurer
- Hey Arnold! - Jamie O
- Futurama - Hermes Conrad
- Family Guy - Ollie Williams
- Lost Cat - Lost Cat
- Kurage, den hariga hunden - Eggplant
- Buzz Lightyear, rymdjägare - Rocket Crocket
- Omaka systrar - Steve
- Static Shock - Virgil Ovid Hawkins/Static
- Metal Gear Solid 2: Sons of Liberty - Vamp
- Samurai Jack - Samurai Jack
- Grymma sagor med Billy & Mandy - Hector Con Carne
- Justice League/Justice League Unlimited - John Stewart
- Fillmore! - Nelson Kelloch, MC, Elderly Man, Snooty Student
- Ozzy & Drix - Osmosis "Ozzy" Jones
- Kim Possible - Vinnie
- Jimmy Neutron - Bolbi Stroganofsky
- Scooby-Doo och Loch Ness-monstret - Angus Haggart
- Fairly Odd Parents - Mr. Phifer
- Vampire: The Masquerade – Bloodlines - Olika röstroller
- Reno 911! - Craps guy
- Hajar som hajar - Pawn shop owner
- Quake 4 - Marinsoldater
- Spider-Man 2 - Tågpassagerare
- Fosters hem för påhittade vänner - Wilt
- Mercenaries: Playground of Destruction - Christopher Jacobs
- Kim Possible: Drypande Dramatisk -
- Stewie Griffin: The Untold Story - Ollie Williams
- Jak X: Combat Racing - G.T. Blitz
- True Crime: New York City -
- 50 Cent: Bulletproof - Bugs
- Robot Chicken - Ang Lee
- The Batman - Maxie Zeus
- Min klasskompis är en apa - Virgil "Bull" Sharkowski
- Drawn Together - Ray-Ray
- Scarface: The World Is Yours - Drug dealer
- Metal Gear Solid 4: Guns of the Patriots - Vamp
- Mercenaries 2: World in Flames - Christopher Jacobs
- Transformers Animated - Jazz
- Condemned 2 - LeRue
- Madagaskar 2 - Tour Guide
- Saints Row 2 - Mr. Sunshine
- F.E.A.R. 2: Project Origin - Cedric "Top" Griffin
- Infamous - John White
- Darksiders - Vulgrim
- Mass Effect 2 - Mouse, Rukar
- Big Time Rush - Hawk
- Young Justice - Aquaman, Dubbilex, L-Ron
- Dead Island - Sam B.
- Real Steel - ESPN Boxing Commentator
- Kingdom Hearts 3D: Dream Drop Distance - Phoebus
- Darksiders II - Vulgrim
- Metal Gear Rising: Revengeance - Kevin Washington
- Injustice: Gods Among Us - Aquaman
- Dead Island: Riptide - Sam B.
- Far Cry 3: Blood Dragon - Spider
- Saints Row IV - Mr. Sunshine
- I Know That Voice - Sig själv
- Mortal Kombat X - Kotal Kahn
- Tales from the Borderlands - Cassius
- Minecraft: Story Mode - Gill
- Middle-earth: Shadow of Mordor - Ratbag
- Lucifer - Ryan Goldburg
- Fortnite - Ken
- Mortal Kombat 11 - Kotal Kahn
- Supergirl - Malefic J'onzz
- Star Wars: Uslingarna - Orn Free Taa, Bail Organa
- My Little Pony: En ny generation - Alfabetsel